# Olle Holmberg
Axel Olof "Olle" Holmberg, född 20 oktober 1893 i Stockholm, död 7 juni 1974 i Danderyd, var en svensk litteraturhistoriker och litteraturkritiker. Han var professor vid Lunds universitet 1937–1959.

## Biografi
Holmberg tog studentexamen i Kalmar 1912. Han blev fil. kand. 1914, fil. lic. 1920 och disputerade 1922 på en avhandling om Carl Jonas Love Almqvist, allt vid Lunds universitet. Han blev därefter docent i litteraturhistoria med poetik där samma år, och var 1937–59 professor.
Som litteraturforskare ägnade sig Holmberg inledningsvis åt poetikstudier, men intresserade sig även för psykologisk-filosofiska perspektiv. Hans huvudarbete kan betecknas som trebandsverket Inbillningens värld (1927–1930), där han tar intryck från aktuell psykologisk och antropologisk forskning. Hans forskning rörde bland annat svenska poeter som Rydberg, Stagnelius och Leopold med flera. Han skrev också verk om Stina Aronson, Frans G. Bengtsson, John Karlzén, Fritiof Nilsson Piraten, Tristan Lindström, Hjalmar Gullberg. Ur hans verk kan nämnas essäerna Litterärt (1924), Madonnan och järnjungfrun (1927), På jakt efter världsåskådning (1932), Gud som haver (1939) och Inte bara om Hamlet (1949). Bland övriga verk märks Frödings mystik (1921) och aforismsamlingen På väktargången (1928).
Holmberg var litteraturkritiker i Nya Dagligt Allehanda 1921–1924, och därefter i Dagens Nyheter 1925–1965. Från 1936 var han ledamot av Samfundet De Nio. Åren 1938–57 var han redaktör för Svensk litteraturtidskrift, och 1962–73 Samfundet De Nios ordförande.

### Privatliv
Olle Holmberg var son till typografen Axel Wilhelm Holmberg och Maria Kristina, född Olsson, samt bror till översättaren och radiomannen Nils Holmberg och farbror till politikern Yngve Holmberg. I sitt första äktenskap var han 1916–39 gift med Hilda Sofia Nelander, och far till Åke och Hemming Holmberg (1922–2001). I sitt andra äktenskap var han från 1939 gift med egyptologen och psykologen Elna Maj Sandman, och far till Mats Holmberg.
Holmberg är begravd på Norra kyrkogården i Lund.